# Harriet Acland
Harriet Acland (nascida Fox-Strangways; 3 de janeiro de 1750 – Tetton, 21 de julho de 1815) foi uma nobre britânica, enfermeira e diarista.

## Biografia
Ela começou a vida como lady Christian Henrietta Caroline Fox-Strangways, filha de Stephen Fox-Strangways, 1º Conde de Ilchester. Em 1770, com a idade de vinte anos, casou-se com John Dyke Acland. Ela e o marido tiveram uma filha, Elizabeth (13 de dezembro de 1772 – 5 de março de 1813), que se casou com Henry Herbert, 2º Conde de Carnarvo.
Lady Harriet viajou com o seu marido para o Canadá e as Treze Colônias, onde ele comandou o 20º Regimento de Infantaria. Por ocasião das Batalhas de Saratoga, durante a Guerra de Independência dos Estados Unidos, Lady Harriet ouviu que seu marido havia sido ferido e viajou pelas linhas rebeldes para encontrá-lo. Seu marido, que havia sido baleado nas duas pernas, melhorou sob o seu cuidado de enfermagem. No ano seguinte, eles voltaram para a Inglaterra, onde o coronel Acland morreu em Pixton Park, Somerset, em 31 de outubro de 1778. Sobrevivendo a ele por muitos anos, ela morreu aos 65 anos em Tetton, perto de Taunton.